# Cock Robin (gruppo musicale)
I Cock Robin sono un gruppo musicale statunitense, che ha ottenuto il suo maggior successo durante gli anni ottanta soprattutto in Europa continentale. Il gruppo è stato fondato da Peter Kingsbery.

## Storia
Il sodalizio si costituisce a Los Angeles e debutta nel 1985, con l'etichetta CBS Records, con l'album omonimo Cock Robin, prodotto da Steve Hillage. Se in patria passa inosservato, ottiene un buon riscontro sul continente Europeo, così come alcuni dei singoli che ne fanno parte, in particolare: When Your Heart Is Weak, The Promise You Made e Thought You Were On My Side. Di questi il primo sarà anche l'unico pezzo del gruppo ad entrare in classifica in patria, raggiungendo il n. 35.
Nel 1987 da quartetto il gruppo si trasforma in duo, rimanendo composto da Kingsbery e Anna LaCazio, e pubblica un nuovo LP After Here Through Midland, prodotto da Don Gehman, che contiene fra gli altri Just Around the Corner uno dei singoli più noti dei Cock Robin. Due anni dopo è la volta di First Love Last Rites che pur apprezzato dal pubblico europeo è seguito dallo scioglimento temporaneo della formazione. Kingsbery inizierà una carriera da solista incidendo tre album in inglese ed uno in francese, mentre l'attività della LaCazio si limiterà a pubblicarne uno solo.
Nel 2006 i Cock Robin ritornano sulle scene con l'uscita di un nuovo prodotto discografico di studio, l'album I Don't Want to Save the World, registrato a Los Angeles. Quattro anni dopo è la volta di Songs from a Bell Tower

## Discografia

### Album di studio
- 1985 - Cock Robin
- 1987 - After Here Through Midland
- 1989 - First Love Last Rites
- 2006 - I Don't Want to Save the World
- 2010 - Songs from a Bell Tower
- 2016 - Chinese Driver

### Album live
- 1990 - Live au Grand Rex (rilasciato in VHS)
- 2009 - Live

### Compilations
- 1990 - Collection Gold
- 1991 - The Best of Cock Robin
- 2000 - Best Ballads
- 2001 - Simply the Best
- 2011 - Open Book - The Best Of...

### Formazione attuale
- Peter Kingsbery: Voce, Tastiere, Basso, Chitarra
- Coralie Vuillemin: Voce Tastiere
- Didier Strub: Batteria

### Ex-Membri
- Anna LaCazio: Voce, Tastiere
- Clive Wright: Chitarra
- Lou Molino III: Batteria, Percussioni

### Altri membri
- Pat Mastelotto: Batteria, Percussioni
- Tris Imboden: Batteria
- Corky James: Chitarra
- John Pierce: Basso
- Lise Anderson: Tastiere, Cori